# Ткачук, Геннадий Витальевич
Геннадий Вита́льевич Ткачук (укр. Геннадій Віталійович Ткачук; род. 27 августа 1968, Винница, УССР, СССР) — украинский политический и общественный деятель, депутат Винницкого городского совета трех созывов, с декабря 2012 года — народный депутат Украины VII (фракция партии «УДАР») и VIII созывов («Блок Петра Порошенко»), член политсовета партии «УДАР». Заслуженный юрист Украины (2019).

## Образование
Имеет три высших образования:
- В 1994 году окончил Винницкий национальный технический университет по специальности инженер-конструктор.
- В 2005 году окончил Львовский национальный университет имени Ивана Франко по специальности правоведение.
- В 2011 году окончил Национальную академию государственного управления при Президенте Украины, Одесский региональный институт государственного управления Национальной академии государственного управления при Президенте Украины, магистр государственного управления.

## Трудовая и общественная деятельность
- С 1998 года работал на должности главного юриста ООО «Укрсервис-плюс» г. Винница.
- С 1998 года председатель Винницкого областного союза «Работников торговли, сферы предоставления услуг общественного питания».
- С 2005 года член правления Винницкого областного общественного объединения «Подольский союз предпринимателей и деловых людей».
- С 2010 года — председатель исполнительного комитета Винницкой областной организации политической партии «УДАР (Украинский Демократический Альянс за Реформы) Виталия Кличко».
- Избирался депутатом Винницкого городского совета трех созывов:
IV-го (2002—2006),
V-го (2006—2010),
VI-го (2010—2012).
- В 2004 году признан меценатом года города Винница.

## Парламентская деятельность
С 12 декабря 2012 года — народный депутат Украины 7-го созыва от политической партии «УДАР (Украинский Демократический Альянс за Реформы) Виталия Кличко», № 21 в списке. Председатель подкомитета по вопросам строительства и архитектуры Комитета по вопросам строительства, градостроительства и жилищно-коммунального хозяйства и региональной политики.
В своих политических позициях Геннадий Ткачук — умеренный политик, выступает за реформы в сфере ЖКХ Украины. Как народный депутат в июле 2014 года обращался в СБУ и Министерство иностранных дел Украины с требованием запретить въезд на Украину деятелям культуры России, которые поддержали позицию Президента России по Украине и Крыму. В августе 2014 года стал автором нашумевшего Постановления о досрочном прекращении полномочий Харьковского городского Совета и Харьковского городского головы и о назначении внеочередных выборов Харьковского городского головы и депутатов Харьковского городского совета.
Входит в список персон нон грата в Республике Крым.
На парламентских выборах 26 октября 2014 года баллотировался в народные депутаты в составе «Блока Петра Порошенко» — 42-й номер в списке. По итогам выборов партия заняла второе место, и Геннадий Ткачук прошел в Верховную Раду. Член комитета по правовой политике и правосудию.
25 декабря 2018 года включён в санкционный список России.

## Семья
Женат, воспитывает двух сыновей. Старший Сергей, младший-неизвестен.

## Собственные публикации
- Звіт за перший рік діяльності народного депутата (укр.)
- Небезпечні гастролі. Чому Кобзон, Газманов, Безруков та інші досі не заборонені в Україні? (укр.)
- Іменні квитки — неповага до фундаментальних прав людини (укр.)
- Артистично-фашистська діяльність (укр.)

## Представительство в сети Интернет
- Персональный сайт
- Блог Г.Ткачука